# Arnold Davids
Arnold Davids (Amsterdam, 18 mei 1887–Auschwitz, 8 augustus 1942) was een Nederlands kunstschilder. Hij hield zich bezig met abstracte kunst en stond aan de basis van de absolute schilderkunst. Hij was lid van de vernieuwende kunstenaarsvereniging De Onafhankelijken.

## Biografie
Davids was een zoon van Barend Davids (1854–1942) en Nannette de Jongh (1858–1943). Hij kreeg een opleiding tot tekendocent aan de Rijksnormaalschool voor Teekenonderwijzers in Amsterdam.
Hij woonde gedurende de eerste decennia van de twintigste eeuw in Parijs, alwaar hij met jeugdvriend Jan van Deene, alsook met Chris Hassoldt, John Rädecker, Dirk Filarski en Jacob Bendien werkte aan vernieuwende kunst. Hieruit kwam de absolute schilderkunst voort.
In 1913 werd door De Onafhankelijken deze absolute schilderkunst voor het eerst in Nederland geëxposeerd. Het betrof behalve werk van Davids ook dat van zijn vrienden in Parijs, waartoe ook Jan Harders en Janus de Winter behoorden.
Davids exposeerde in 1941 in kunsthandel Hungaria in Amsterdam, tezamen met Dirk Filarski, Ger Langeweg, Elie Neuburger, Willem Rädeker, Annie de Roo en Rebecca van Gelder.

## Meer lezen
Werken over een kunstenaarsgroep die in het begin van de 20e eeuw in Parijs woonde en werkte en waartoe Davids en zijn jeugdvriend Jan van Deene behoorden:
- Deene, Jan van, 'Rechtvaardiging', in Centraal Museum Utrecht, Mededelingen (maart 1977) nr. 16-17.
- Koopmans, Y., 'De harde kop van Anni de Roos' in Jong Holland nr. 4/00.

- RKD-Nederlands Instituut voor Kunstgeschiedenis: 20178